# Kaitajärvi (sjö i Finland, Lappland, lat 66,07, long 26,90)
Kaitajärvi är en sjö i Finland. Den ligger i kommunen Ranua i landskapet Lappland, i den norra delen av landet, 700 km norr om huvudstaden Helsingfors. Kaitajärvi ligger 183 meter över havet. Den är 2,8 meter djup. Arean är 44,2 hektar och strandlinjen är 3,6 kilometer lång. Sjön  ingår i Simo älvs huvudavrinningsområde.   
I övrigt finns följande vid Kaitajärvi:
- Auralampi (en sjö)